# 第48回NHK紅白歌合戦
『第48回NHK紅白歌合戦』（だいよんじゅうはっかいエヌエイチケイこうはくうたがっせん）は、1997年（平成9年）12月31日にNHKホールで行われた、通算48回目の『NHK紅白歌合戦』。
20時から21時25分および21時30分 - 23時45分にNHKで生放送された。

## 概要

### 放送まで
テーマは、「元気・勇気・チャレンジ…歌いだそう未来へ」
両組司会は和田アキ子・中居正広（当時SMAP）が起用された。和田は第39回（1988年）以来9年ぶり3回目の紅組司会担当。当時25歳の中居は白組司会の最年少記録を打ち立てた（ジャニーズ事務所のタレントが司会を務めたのも初）。NHKでは、原来から貢献度・レギュラー番組の経験がある芸能人・司会者を起用することが基本とされているが出演経験はあるものの両軍とも少ないため非常に珍しい起用となった。
総合司会は3年連続で宮本隆治が務めたが、今回は自身初の単独での担当となった（過去2年間は後輩の草野満代と共同での担当）。
和田は山川静夫以来2人目、女性では史上初の昭和・平成の紅白双方での司会経験者となった。
今回の司会発表は11月18日に行われた。
秋口より各新聞・雑誌が白組司会の人選について、「古舘伊知郎の4年連続起用で内定」と揃って報じていた。しかし実際は中居の起用が決定していた。中居は司会発表直前の時期（11月）に写真週刊誌に「ノーパンしゃぶしゃぶ嬢」との交際を報じられる事態が発生したが、NHKはこの報道について「仮に事実であっても法に触れるわけではないし問題なし」との判断を下し、内定していた白組司会にも影響はなかった。司会発表会見で和田は「お話を頂いた時は悩んだけど、組み合わせを聞いて決めました。中居君は皆さんが感じている程、軽い人間じゃない」と中居をフォローする一幕があった。
紅組司会の人選について、当初は安室奈美恵の起用を噂する声もあったが、妊娠中という体調を考慮し噂止まりとなる。その後、前回担当者の松たか子がこの年歌手デビューを果たしたこともあり、彼女の歌手兼司会起用案も持ち上がり、松・中居で20代同士のコンビとする構想もあったが、最終的には「中居が頼れる慣れたベテラン司会者がいいのでは?」「紅白の雰囲気は独特だから・・・」と過去2回紅組司会を経験しここ数年紅組のまとめ役を務めていた和田の再登板が決定した。司会発表会見で和田は「でもまだ歌手としての出場が決まっていない。司会だけだったら辞退しますよ」と語り、記者団を笑わせる一幕があった。
その他、「下馬評では紅組に松をはじめ、富田靖子、松坂慶子ら多くの女優が取り沙汰されたが、白組は古舘の4連投が一時、有力視されていた」「同局は今年初めて全国の7歳以上の男女3600人を対象に『司会者希望世論調査』を行ったが、「確かに中居も上位に入っていたが、調査では古舘が断トツだった（関係者）」「選考の経緯について、同局の島田源領芸能番組部長は『当然、スタッフの間でも古舘さんをどうしようかという話にはなった。だが、紅白というと例年、紅組が若くて新鮮で白組がベテラン。今年はそれを逆転しようということで、若い中居さんに決めた』と説明した」「関係者によると、中居起用はかなり早い段階で決まっていたという。あるプロダクション関係者は『中居起用については、ジャニーズ事務所の積極的な売り込みがあったようです。木村拓哉の独立やSMAP解散説で揉めているだけに、事務所としては紅白司会を中居をやらせることで国民的タレントとして独り立ちさせたい考えなんでしょう。で、昨年から中居にニュースや歌番組の司会を熱心にやらせていた」「こうした中で、難題となったのが、いち早く内定した中居の相手となる紅組司会者の選考だった。実は、局内では昨年に続き大活躍の松を推す声が強かった」「だが、同局関係者は、『松と中居の組み合わせは意外性はあるが、どちらもフォローができない。かといって黒柳徹子や上沼恵美子じゃ、中居が完全に食われてしまいます。他に目覚ましい活躍をしている女性タレントも見当たらず、人選には苦労したようです。最終的には和田のところへ行ってスタッフが泣きついたんですが、和田も持病のヘルニアがあってかなり悩んだ』と打ち明けた」「和田は今春、持病の椎間板ヘルニアが悪化したため数週間休養したが、『今もコルセットと薬で痛みを抑えている』（和田）と長丁場の大舞台が乗り切れるかが心配される状況」との報道もあった。
司会発表が行われた11月18日に「『古舘自殺』というフェイクニュースがばらまかれる」という事態が発生した。

### 当日のステージ
- 前回に引き続きオープニングで「乾杯の歌」が使用された。オープニングはライトセーバーを持ってセリに立つ和田と中居がドライアイスが敷かれたステージの下から登場して開幕となった。
- 冒頭で中居は「ド緊張」と書かれた扇子を披露。以後、中居は組司会を担当する際、冒頭で文字の書かれた扇子を披露することが恒例となった。
- 初出場のSPEEDが紅組トップバッターを担当、女性のみで構成されるグループがトップバッターを務めるのは初めて。
- 「フラれて元気」を披露したTOKIOは、一部歌詞を白組を応援するものに変えて歌った。
- 反町隆史は自身主演のフジテレビ系ドラマ『ビーチボーイズ』の主題歌「Forever」を歌唱。歌唱終了直後に『ビーチボーイズ』で反町とのダブル主演として出演していた竹野内豊が登場し、「紅白出場おめでとう」と祝辞を述べ、握手で激励した。
- 第1部には長野オリンピックを先駆けたコーナーが設けられた。コーナーのラストには同オリンピックの公式テーマソングであるAGHARTAの「ILE AIYE〜WAになっておどろう〜」が三倉茉奈・佳奈、前田愛、前田亜季、鈴木杏と出場歌手らで合唱された。
- 前年紅組司会の松たか子は、本回は歌手として出場したが、歌唱前に松が和田に「去年はありがとうございました」、和田が松に「いえいえ、どう致しまして」とのやりとりがそれぞれ交わされた。また、和田の曲紹介は松が行った。
- 伍代夏子の曲前に和田が審査員の吉永小百合に「紅組・白組どちらが優勢でしょうか?」と振ったところ、「去年は松さんが司会で松さんが初々しくて、皆で守ってあげようという雰囲気を感じましたが、今年は和田キャプテンが怖いからということで、紅組に勢いがありますね」と吉永が返して会場や視聴者をわかせた。
- 森高千里の曲紹介を美川憲一が行った。
- SMAPは前年に引き続き後半のトップバッターを務め、「ダイナマイト」、「セロリ」のメドレーを披露。なお、SMAPの曲紹介は中居が自ら行った。
- 華原朋美の歌唱では前年と同様、プロデューサーで当時交際中だった小室哲哉が駆けつけ、ギター演奏とコーラスを担当した。
- 美川憲一はプリンセス・テンコープロデュースによるイリュージョンを採用した間奏で一旦ステージから消え、2番の歌唱からは、「大天使ミカエル」に扮し大きな翼を生やした衣装に早着替えし空中浮遊で現れ会場が歓声に包まれた。美川の紅白のステージは、以降第53回（2002年）までプリンセス・テンコープロデュースによる演出となった。
- 小林幸子は「生命誕生」と題した豪華衣装で登場。間奏あたりでステージいっぱいに蝶々の羽をイメージした舞台装置が展開した。
- X JAPANはこの日、東京ドームでの解散ライブを行った直後にNHKホールに移動して「Forever Love」を歌唱し、正式に解散した。
- この年還暦を迎えた加山雄三は、白組メンバーのさだまさし（ギター）、西城秀樹（ドラム）、城島茂（TOKIO・ギター）、はたけ（シャ乱Q・ギター）、まこと（シャ乱Q・ドラム）とスペシャルバンドを結成し、「夜空の星」、「ブラック・サンド・ビーチ」、「蒼い星くず」のメドレーを披露した。
- 由紀さおり・安田祥子は「トルコ行進曲」をスキャットで歌唱した。
- 森進一はこの年、北海道のえりも町に自身の歌う銅像が建った記念に「襟裳岬」を歌唱した。
- この年デビュー5周年を迎え、結婚・妊娠を発表、本紅白を最後に産休に入る安室奈美恵が「CAN YOU CELEBRATE?」（同曲で2年連続で日本レコード大賞受賞）で紅組トリを飾り、注目を集めた。
- 白組トリ・大トリは五木ひろしで、翌1998年2月の直前に迫った長野オリンピックへの賛歌として、五木が当地・長野県を舞台にして1975年に発表した「千曲川」を歌唱。同曲発表年の第26回でも五木は同曲を自身初の白組トリを務めた際にも歌唱しており、紅白で2回目の披露となった。
- 9対4で白組が優勝（客席審査では紅組:1068、白組:1610、ゲスト審査員は紅組:4、白組:7で共に白組が優勢）。紅白両軍では第25回（1974年）以来23年ぶり、白組単独では第13回（1962年）以来35年ぶりに3連勝を達成した。

### その他
- 1994年から『NHK新人歌謡コンテスト』の優勝者（グランプリ）には紅白の出場権が与えられていたが、コンテストが同年を以って打ち切られたため、この年の優勝者である岩本公水が同コンテストグランプリの副賞である紅白出場権を行使できた最後の歌手となった。
- 『サンケイスポーツ』によると、『ポケットモンスター』のキャラクターのぬいぐるみ（着ぐるみ）をゲスト出演させる演出が検討されたが、ポケモンショックにより白紙になったという[8]。その後、ポケモン達は第50回（1999年）でようやく出演が果たされた。
- サッカー日本代表メンバーは、岡田武史監督が早々に審査員の出演を辞退。中山雅史、本田泰人らはゲスト出演者選考の時点で所属チームが天皇杯を勝ち進んでおり、元日（1月1日）開催の決勝戦まで残る可能性があったため出演交渉を断念。岡野雅行、城彰二、川口能活、小村徳男らにもゲスト出演を打診したが、いずれも辞退し結局キャプテンである井原正巳が審査員で出演した。なお三浦知良、中田英寿には、NHKが最初からオファーしなかった[9]。
- SMAPは当日関西テレビ・フジテレビ系列で生放送された『SMAP×SMAP』SPの合間を縫っての出演（実際は本番組放送時間帯を避けて編成しており、本番組放送時間の20:00 - 23:45は別の特番を放送していた）であり、中居を除く4人はエンディングには出演しなかった。中居も本紅白終了直後、フジテレビ本社に駆け付けた。

## 司会者
- 紅組司会：和田アキ子
- 白組司会：中居正広（SMAP）
- 総合司会：宮本隆治（東京アナウンス室）
- ラジオ中継：水谷彰宏（東京アナウンス室）

## 演奏
- 三原綱木とザ・ニューブリード・東京放送管弦楽団（指揮：三原綱木）

## 審査員
- 井原正巳（横浜マリノスディフェンダー）：翌年開催のFIFAワールドカップフランス大会にサッカー日本代表キャプテンとして初出場に導く。
- 吉永小百合（女優）：長年に渡り原爆詩の朗読をライフワークとしている。
- 片岡仁左衛門（歌舞伎俳優）：この年十五代目 片岡仁左衛門を襲名する事を発表[注釈 2]。
- 伊藤みどり（プロフィギュアスケーター）：長野オリンピックで最終点火者を務める。
- 佐々木主浩（横浜ベイスターズ投手）：最優秀救援投手など数多くの個人タイトルを獲得。
- 佐藤夕美子（女優）：この年下期の連続テレビ小説『甘辛しゃん』のヒロイン・神沢泉役。
- 本木雅弘（俳優）：翌年の大河ドラマ『徳川慶喜』の主人公・徳川慶喜役。
- 篠田節子（作家）：この年『女たちのジハード』で第117回直木賞受賞。
- 谷川浩司（棋士）：この年の第55期名人戦七番勝負で勝利し、十七世名人の資格を得る。
- 吉行あぐり（美容師）：この年上期の連続テレビ小説『あぐり』のヒロイン・望月あぐりのモデル。
- 大橋晴夫･NHK番組制作局長
- 客席審査員（NHKホールの観客全員）

## 大会委員長
- 河野尚行･NHK放送総局長

## 出場歌手
紅組、      白組、      企画、      初出場、      返り咲き。
| 曲順 | 組   | 歌手名             | 回 | 曲目                   |
| ---- | ---- | ------------------ | -- | ---------------------- |
| 1    | 白   | T.M.Revolution     | 初 | WHITE BREATH           |
| 2    | 紅   | SPEED              | 初 | White Love             |
| 3    | 白   | TOKIO              | 4  | フラれて元気           |
| 4    | 紅   | 広末涼子           | 初 | 大スキ!                |
| 5    | 白   | 反町隆史           | 初 | Forever                |
| 6    | 紅   | 岩本公水           | 初 | 涙唱                   |
| 7    | 白   | 鳥羽一郎           | 10 | カサブランカ・グッバイ |
| 8    | 紅   | 中村美律子         | 5  | 人生桜                 |
| 9    | 白   | 山川豊             | 5  | 酒場のろくでなし       |
| 10   | 紅   | Every Little Thing | 初 | Shapes Of Love         |
| 11   | 白   | 堀内孝雄           | 10 | 愛しき日々             |
| 12   | 紅   | 香西かおり         | 6  | 人形（おもちゃ）       |
| 企画 | 企画 |                    |    | 98ナガノ               |
| 13   | 紅   | 松たか子           | 初 | 明日、春が来たら       |
| 14   | 白   | シャ乱Q            | 3  | パワーソング           |
| 15   | 紅   | 伍代夏子           | 8  | 憂愁平野               |
| 16   | 白   | 藤井フミヤ         | 5  | Go the Distance        |
| 17   | 紅   | 森高千里           | 6  | SWEET CANDY            |
| 18   | 白   | 前川清             | 7  | 薔薇のオルゴール       |
| 19   | 紅   | 長山洋子           | 4  | たてがみ               |
| 20   | 白   | 南こうせつ         | 5  | うちのお父さん         |

| 曲順 | 組   | 歌手名                       | 回 | 曲目                 |
| ---- | ---- | ---------------------------- | -- | -------------------- |
| 21   | 白   | SMAP                         | 7  | ダイナマイトセロリ！ |
| 22   | 紅   | 華原朋美                     | 2  | Hate tell a lie      |
| 23   | 白   | GLAY                         | 初 | HOWEVER              |
| 24   | 紅   | MAX                          | 初 | Give me a Shake      |
| 25   | 白   | 郷ひろみ                     | 18 | お嫁サンバ'97        |
| 26   | 紅   | Le Couple                    | 初 | ひだまりの詩         |
| 企画 | 企画 |                              |    | ありがとう1997ショー |
| 27   | 紅   | DREAMS COME TRUE             | 8  | PEACE!               |
| 28   | 白   | 西城秀樹                     | 14 | moment               |
| 29   | 紅   | 天童よしみ                   | 2  | 珍島物語             |
| 30   | 白   | 美川憲一                     | 14 | 慕情                 |
| 31   | 紅   | オーロラ・輝子（河合美智子） | 初 | 夫婦みち             |
| 32   | 白   | 河村隆一                     | 初 | Love is...           |
| 33   | 紅   | 小林幸子                     | 19 | 幸せ                 |
| 34   | 白   | X JAPAN                      | 5  | Forever Love         |
| 35   | 紅   | 由紀さおり・安田祥子         | 6  | トルコ行進曲         |
| 36   | 白   | さだまさし                   | 9  | 秋桜                 |
| 37   | 紅   | 藤あや子                     | 6  | うたかたの恋         |
| 38   | 白   | 吉幾三                       | 12 | 津軽平野             |
| 39   | 紅   | 森山良子                     | 7  | さとうきび畑         |
| 40   | 白   | 加山雄三                     | 13 | 若大将'97スペシャル  |
| 41   | 紅   | 坂本冬美                     | 10 | 大志（こころざし）   |
| 42   | 白   | 谷村新司                     | 11 | 櫻守                 |
| 43   | 紅   | 都はるみ                     | 29 | 海峡の宿             |
| 44   | 白   | 細川たかし                   | 23 | 冬の宿               |
| 45   | 紅   | 石川さゆり                   | 20 | 天城越え             |
| 46   | 白   | 森進一                       | 30 | 襟裳岬               |
| 47   | 紅   | 和田アキ子                   | 21 | 夢                   |
| 48   | 白   | 北島三郎                     | 34 | 竹                   |
| 49   | 紅   | 安室奈美恵                   | 3  | CAN YOU CELEBRATE?   |
| 50   | 白   | 五木ひろし                   | 27 | 千曲川               |

「98ナガノ」の曲目・歌手
- 「ウィンター・ワンダーランド」：SMAP
- 「ILE AIYE〜WAになっておどろう〜」：三倉茉奈・佳奈、前田愛、前田亜季、鈴木杏

「ありがとう1997ショー」の曲目・歌手
- 「ありがとう」：VOICE OF JAPAN（コーラス）

### 選考を巡って
- 今回の出場歌手の選考に際しては、同年NHK放送文化研究所が実施した世論調査の結果が反映され、前回出場した小沢健二・ウルフルズは紅白出場への支持の低さにより落選し、逆に支持の高かった広末涼子・西城秀樹・反町隆史の出場が決定した[10]。この年「白い雲のように」が大ヒットした猿岩石も支持の低さにより落選した[11]。前回まで3年連続で出場（通算34回）した島倉千代子も落選[11]。
- 前年近藤真彦の出場に際してゲスト出演し、「硝子の少年」「愛されるより 愛したい」が大ヒットした、この年CDデビューのKinKi Kidsは、大晦日に東京宝塚劇場で公演を行うことを理由に出場辞退した[11]。V6も同様[11]。ZAKZAKの記事では「TOKIOの出場を優先させるためにKinKi KidsとV6を辞退させたらしい」という趣旨の業界関係者とされる人物の発言が掲載されている[11]。
- 前回初出場したglobeはメンバーの小室哲哉が年末海外にいるという理由で出場を辞退したが[11]、小室は結果的に華原朋美の歌唱に於いてギター演奏でゲスト出演した。相川七瀬も出場辞退[11]。松田聖子は映画『アルマゲドン』の撮影で渡米しており、スケジュールが合わないとして出場辞退[11]。
- 前回初出場したJUDY AND MARYは、ボーカルのYUKIが喉のポリープの摘出手術を受けるため辞退した[11]。
- 松任谷由実（この年デビュー25周年）、井上陽水など、例年出場が取り沙汰されていたアーティストには、NHKが最初からオファーしなかった[11]。
- 前年下期の連続テレビ小説『ふたりっ子』で河合美智子が扮した歌手「オーロラ・輝子」が、実際に挿入歌を発売したところ大ヒットになり紅白に出場（ドラマの劇中でも紅白に出場していた。ただし劇中紅白では「まごころの橋」を歌唱）。『ふたりっ子』の共演者が応援に駆けつけ、曲紹介もその中の1人である段田安則によって行われた（劇中でオーロラ・輝子は死亡したため、段田は「オーロラ・輝子は紅白の舞台に甦りました」と述べた）。
- 前回の紅組司会で、この年CDデビューを果たした松たか子が初出場（前回の組司会担当者が翌年歌手として初出場するケースは初めて）。
- 前回落選した香西かおりと西城秀樹が第46回（1995年）以来2年ぶり出場を果たす。
- SHAZNAはこの年メジャーデビューし、「Melty Love」「すみれ September Love/C'est la vie」が立て続けにヒットした事で多大な人気を得たものの紅白出場は果たせなかった。しかし、ボーカル・IZAMのヘアスタイルのウィッグをシャ乱Qのたいせーが鳥羽一郎のバックコーラスの際に被った。

## ゲスト出演者
- 生田斗真、山下智久、秋山純、町田慎吾：当時のジャニーズJr.。TOKIOのバックダンサー。
- 竹野内豊：反町隆史の曲中。
- 三倉茉奈・佳奈：連続テレビ小説『ふたりっ子』のヒロイン(少女期)・野田麗子・香子役。「'98ナガノ」、オーロラ・輝子の曲中も映し出される。
- 前田愛：同上。
- 前田亜季：同上。
- 鈴木杏：同上。
- スノーレッツ（長野オリンピックマスコットキャラクター）：同上。
- 羽生善治（棋士）：長山洋子の曲紹介。
- 羽生理恵（羽生善治夫人）：同上。
- 宮川大助・花子：夫婦デュオ（当時）Le Coupleの曲紹介および『ふたりっ子』で共演のオーロラ・輝子(河合美智子)の曲中。
- 山田花子：Le Coupleの曲紹介。
- 安達祐実：「ありがとう1997ショー」。
- 菅野美穂：同上。
- 佐藤藍子：同上。
- 佐ノ山八十吉（大相撲・元大関小錦）：同上および由紀さおり・安田祥子の曲紹介。
- 田村亮子（柔道選手）：「ありがとう1997ショー」。
- 平木理化（プロテニスプレーヤー）：同上。
- 鈴木博美（陸上選手）：同上。
- 清水宏保（スピードスケート選手）：同上。
- 菊池麻衣子（『ふたりっ子』のヒロイン(青年期)・野田→黒岩麗子役）：オーロラ・輝子(河合美智子)の曲紹介。
- 岩崎ひろみ（『ふたりっ子』のヒロイン(青年期)・野田→森山→野田香子役）：同上。
- 手塚理美（『ふたりっ子』のヒロインの母・野田千有希役）：同上、役柄（豆腐屋）の衣装。
- 段田安則（『ふたりっ子』のヒロインの父・野田光一役）：同上、役柄（豆腐屋）の衣装。

### 演奏ゲスト
- 小室哲哉：華原朋美のギター伴奏。
- 羽田健太郎：河村隆一のピアノ伴奏。
- 塚田佳男：由紀さおり・安田祥子のピアノ伴奏。
- 宮川泰：エンディング「蛍の光」で指揮担当。

## 関連番組
＂紅白＂感動の舞台裏　とっておき
放送：BS2 1997年12月30日 21:40 - 23:10
司会：楠田枝里子、コロッケ
VTR出演：タモリほか
初出場者やアトラクションリハーサル、チェッカーズの紅白の軌跡などを紹介した。